# Nuvelă istorică
Nuvela istorică este o nuvelă inspirată din trecutul istoric (cronici, lucrări științifice, folclor).

## Caracteristici
- se distanțează de realitatea istorică prin apelul la ficțiune si prin viziunea autorului;
- are ca temă evocarea artistică a unei perioade din istoria națională, locul și timpul acțiunii fiind precizate;
- subiectul prezintă întâmplări care au ca punct de plecare evenimente consemnate de istorie;
- personajele au nume, unele trăsături și acțiuni ale unor personalități istorice, dar elaborarea lor se realizează prin transfigurare artistică, în conformitate cu viziunea autorului;
- reconstituirea artistică a epocii se realizează și prin culoarea locală (mentalități, comportamente, relații sociale, obiceiuri, vestimentație, limbaj), conferită de arta narațiunii și a descrierii.